# Григор'єв Микола Дмитрович
Мико́ла Дми́трович Григо́р'єв (рос. Николай Дмитриевич Григорьев;  14 серпня 1895, Москва, Російська імперія — 10 жовтня 1938, Москва СРСР) — радянський шахіст і аналітик шахової гри, шаховий літератор і журналіст, майстер спорту СРСР (1927). Учасник шести чемпіонатів СРСР. Чотириразовий чемпіон Москви з шахів (1921, 1922, 1923–24 і 1929).